# 王廷实
王廷实，浙江会稽人，清朝政治人物。监生出身。

## 生平
王廷实曾于1718年接替李文渊任松江府知府一职，1722年由周錞元接任。